# Johannes Barzaeus
Johannes Barzaeus (eigentlich Johann Bärtschi; * um 1592 in Sursee; † 6. Juli 1660 in Schönenwerd) war ein Schweizer neulateinischer Dichter.

## Leben
Barzaeus, Sohn eines katholischen, wegen der Reformation aus Nyon vertriebenen Lehrers, wurde nach eigenen Angaben in Solothurn erzogen, studierte von 1622 bis 1625 Philosophie in Dillingen und war von 1625 bis 1627 Provisor (Hilfslehrer) an der Stiftsschule Solothurn. Von 1627 bis 1628 widmete er sich theologischen Studien in Freiburg im Breisgau, wurde 1628 zum Priester geweiht und wirkte zunächst als Pfarrer in Bärschwil, 1629 an der St. Nikolauskirche in Solothurn und von 1630 bis 1634 in Luthern. 1634 bis 1639 war er als ludi moderator (Hauptlehrer) wiederum an der Stiftsschule Solothurn tätig. Von 1639 bis zu seinem Tode 1660 war er Chorherr im Stift Schönenwerd. In diese Zeit fällt auch die Abfassung seines Hauptwerks, der Heroum Helvetiorum Epistolae, der Schweizerischen Heldenbriefe.

## Werk
Er verfasste u. a. einen eigenen Marienhymnus, eine deutsche Übersetzung und Paraphrasierung in lateinischen Versen des Marienhymnus des heiligen Kasimir, sein Hauptwerk jedoch sind die oben erwähnten Heroum Helvetiorum Epistolae, eine Darstellung der Schweizergeschichte in 25 fiktiven lateinischen Briefen verdienter Eidgenossen an jeweils einen ihresgleichen über bedeutende historische Ereignisse. Für die äußere Gestalt dieses Werks typisch ist der barocke Reichtum der Schilderung, auch fällt der starke Wunsch nach einer Einheit der damals konfessionell zerrissenen Eidgenossenschaft auf.